# Zaïeltsovskaïa (métro de Novossibirsk)
Zaïeltsovskaïa (en russe : Заельцовская et en anglais : Zayeltsovskaya) est une station de la ligne Leninskaïa du métro de Novossibirsk.
Mise en service en 1992, elle est desservie par les rames de la ligne Leninskaïa.

## Situation sur le réseau
Établie en souterrain, la station Zaïeltsovskaïa, est une station terminus de la Ligne Leninskaïa du métro de Novossibirsk. Elle est située entre la station Gagarinskaïa, en direction du terminus sud, Plochtchad Marksa.
Elle dispose d'un quai central encadré par les deux voies de la ligne.

## Histoire
La station Zaïeltsovskaïa est mise en service le 2 avril 1992. La station est due aux architectes S. Mojanov.

## Services aux voyageurs

### Desserte
Zaïeltsovskaïa est desservie par les rames de la ligne Leninskaïa.

Installations et desserte
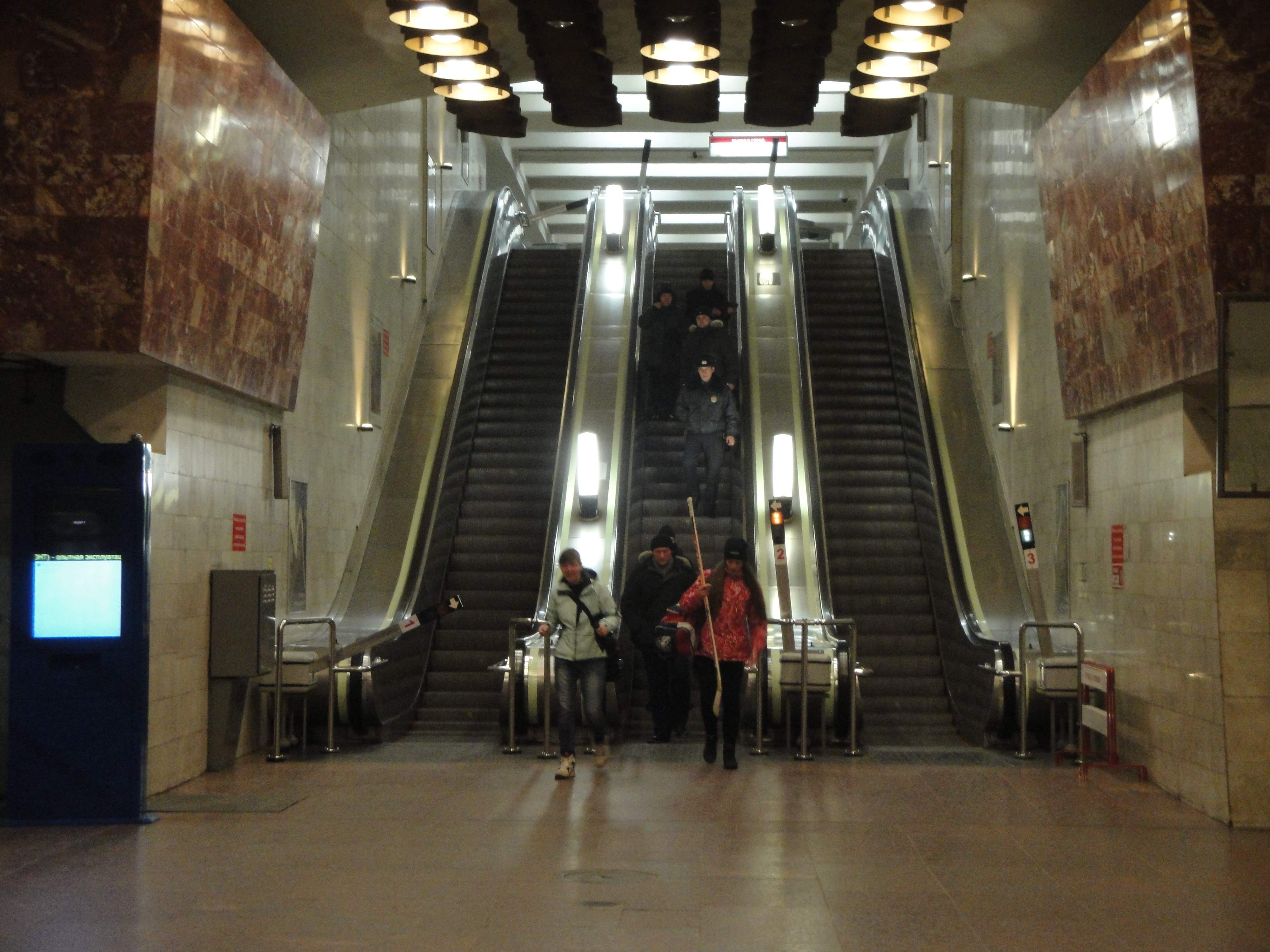
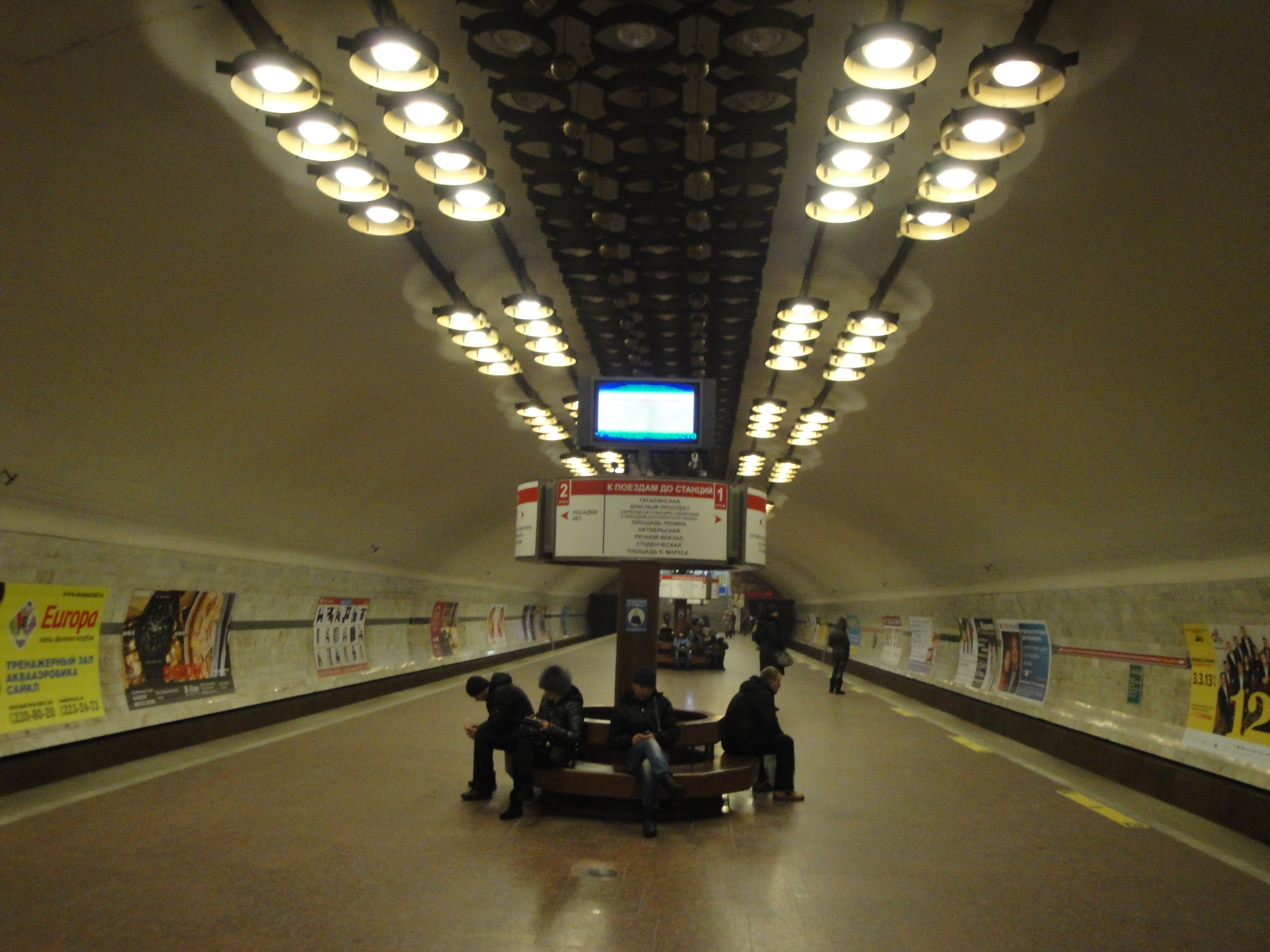
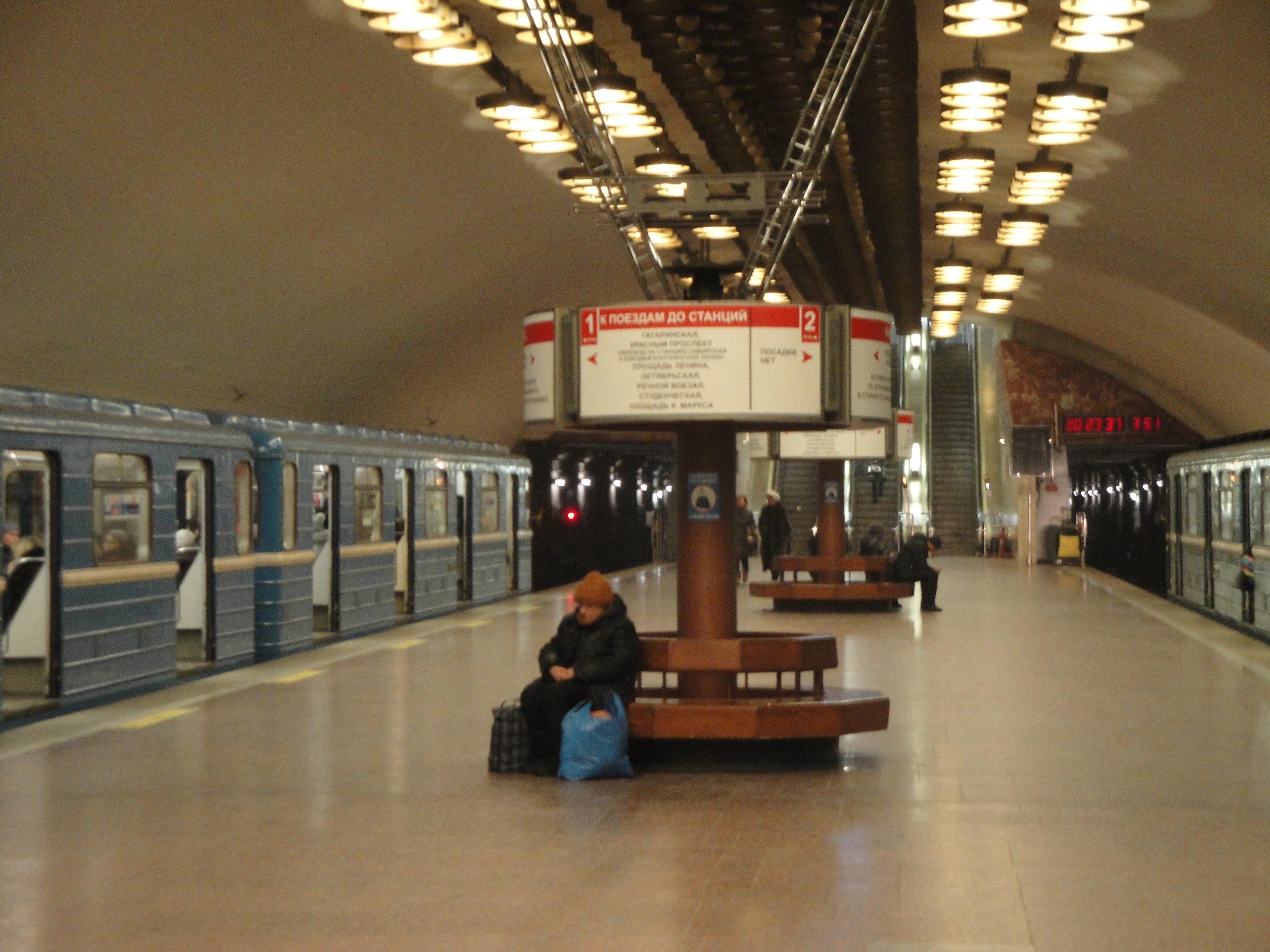